# OVpay
OVpay is een betalingssysteem binnen het openbaar vervoer in Nederland voor betalen met een betaalpas, credit card, smartphone of wearable. De operator is Trans Link Systems (TLS).

## Geschiedenis
Met de introductie van het systeem medio 2022 werd het mogelijk om op meerdere manieren in- en uit te checken. Zo kan er in- en uitgecheckt worden met de betaalpas, creditcard en mobiele apparaten zoals een telefoon of smartwatch. Landelijke dekking werd in juni 2023 behaald nadat het systeem in januari van dat jaar al was ingevoerd in treinen, voor reizen in de tweede klasse, en in maart al bij alle maatschappijen met uitzondering van de RET operationeel was.
Vanaf 18 september 2023 is reizen met korting met een betaalpas mogelijk bij GVB. Hierna volgden ook andere vervoerders. In juli 2024 werd reizen met leeftijdskorting mogelijk.

## Compatibiliteit
Alle Nederlandse vervoersbedrijven doen mee. Dit zijn: Arriva, EBS, HTM, GVB, Keolis, NS, Qbuzz, RET en Transdev.
Betaalpassen van de banken ABN AMRO, ASN, bunq, ING, Rabobank, RegioBank en SNS en VISA-debitkaarten van Triodos Bank worden geaccepteerd, evenals creditcards van creditcardmaatschappijen Mastercard en VISA. Ook een buitenlandse contactloze betaalpas of creditcard van Maestro, V-PAY, Mastercard of VISA wordt geaccepteerd. Gebruikers van deze betaalpassen hebben niet de mogelijkheid om OVpay uit te zetten. Zelfs het uitzetten van contactloos betalen, als dat mogelijk is, werkt niet voor OVpay. De limieten van contactloos betalen zijn ook niet van toepassing.

### Leeftijdskortingen en abonnementen
Het is mogelijk om leeftijdskortingen en bepaalde abonnementsvormen toe te voegen aan een ondersteunde betaalpas. Het kortingspercentage bij leeftijdskortingen bedraagt 34%. Ondersteunde kortingen en abonnementen zijn bijvoorbeeld:
- Leeftijdskorting van 4 t/m 11 jaar en 65 jaar en ouder in de bus, tram en metro
- Leeftijdskorting 12 t/m 18 jaar (enkel in de bus in Noord-Brabant)

- GVB Flex abonnement
- Arriva Dal Korting Limburg
- AllGo 30% Korting
- HTM 20% Korting
- Randstad Noord Vrij
- Transdev Voordeel

OVpay is echter nog niet geschikt voor reizen met een treinabonnement, noch voor reizen in de eerste klas. Al wordt er gekeken hoe deze alsnog geïmplementeerd kunnen worden.

## Werking
De reiskosten van een dag worden dezelfde dag of de volgende dag van de rekening afgeschreven of als creditcardbetaling geregistreerd met een omschrijving die begint met NLOV. Via de app of een webpagina is het met deze beschrijving mogelijk om gegevens over de betaling en de reizen waar deze betrekking op heeft in te zien.
Ook is er een OVpay-app beschikbaar, hierin kan men eenvoudig betaalpassen koppelen aan een account, recente reizen en transacties bekijken, een declaratie opstellen en kortingen en abonnementen toevoegen.

## Uitbreiding met OV-pas
OVpay is bij de introductie aanvullend aan het OV-chipkaartsysteem, met de OV-chipkaart. Het OV-chipkaartsysteem zal uitgefaseerd worden, waarbij een nieuw systeem met een OV-pas, die zowel digitaal als fysiek gedragen kan worden dit systeem zal vervangen.
Van april tot en met augustus 2024 liep een proef met een OV-pas in de bussen van Keolis in Almere. Na aanpassingen begon hier in april 2025 een nieuwe proef.

## Misbruik
Bij sommige banken kan de rekeninghouder gemakkelijk een (extra) digitale betaalpas of creditcard aanmaken en die ook gemakkelijk weer verwijderen. Reizigers die hier bij OVpay misbruik van maken kunnen worden aangepakt, maar als dit bij zo'n bank voor TLS en/of vervoerders veel ongemak en/of toch veel inkomstenderving geeft, kan TLS die bank van deelname uitsluiten. Dit is sinds 1 juli 2025 het geval met virtuele betaalkaarten van online bank Revolut en betaaldiensten Paysafe en Vivid.